# Список эпизодов телесериала «Читающий мысли»
Список канадского телесериала «Читающий мысли», который выходил на телеканале CTV и Fox с 3 марта 2009 года по 6 марта 2009 года. Главную роль исполнил Крэйг Олейник. Всего в эфир вышло пять сезонов, состоящие из 65 эпизодов.

## Обзор сезонов
| Сезон | Серии | Серии | Даты показа    | Даты показа      |
| Сезон | Серии | Серии | Первая серия   | Последняя серия  |
| ----- | ----- | ----- | -------------- | ---------------- |
| 1     | 13    | 13    | 3 марта 2009   | 26 мая 2009      |
| 2     | 13    | 13    | 8 февраля 2011 | 31 августа 2011  |
| 3     | 13    | 13    | 30 мая 2012    | 12 сентября 2012 |
| 4     | 13    | 13    | 29 мая 2013    | 28 августа 2013  |
| 5     | 13    | 13    | 26 мая 2014    | 18 августа 2014  |

## Список серий

### Сезон 1 (2009)
| № общий | № в сезоне | Название                                                   | Режиссёр       | Автор сценария                              | Дата премьеры   | Зрители в США (млн) |
| --- | ---------- | ---------------------------------------------------------- | -------------- | ------------------------------------------- | --------------- | ------------------- |
| 1 | 1          | «I'm an Adult» «Я — взрослый»                              | Клемент Вирго  | Майкл Амо                                   | 3 июня 2009     | 1,074               |
| Тоби Логан — 28-летний парамедик, в Торонто. Секрет Тоби его способности читать мысли людей. Эта способность становится очень полезной в его повседневной жизни, но единственный человек, который знает его секрет, — это его давний друг и наставник доктор Рэй. После спасения молодой женщины из автокатастрофы Тоби беспокоит видение ее пропавшего сына. Она травмирована и напугана похищением, поэтому Тоби не может заставить ее поделиться какой-либо информацией. И по мере того, как его собственные опасения за благополучие ребенка усиливаются, он понимает, что ему придется действовать быстро, чтобы разобраться в том психическом диссонансе, который его преследует. Разгадывая тайну, Тоби понимает, что его способности — не проклятие, а «дар». |            |                                                            |                |                                             |                 |                     |
| 2 | 2          | «Emotional Rescue» «Скорая эмоциональная помощь»           | Кен Гиротти    | Расс Кочрэйн                                | 4 июня 2009     | 1,000               |
| Получив телепатическое видение взрыва, Тоби спасает своего друга — Винса Пирелла от пожара в квартире. Но с репутацией изготовителя метамфетамина — он становится подозреваемым. Тоби убежден, что Винс говорит правду, и полон решимости найти виновного в поджоге. Он просто не понимает, что попадет под подозрение, когда детектив Чарли Маркс сообщает ему, что пожары выглядят как работа спасателя который поджигает дома чтобы стать героем |            |                                                            |                |                                             |                 |                     |
| 3 | 3          | «A Voice in the Dark» «Голос во тьме»                      | Клемент Вирго  | Майкл Амо                                   | 11 июня 2009    | 0,983               |
| Наткнувшись на бездомного, Тоби мучают видения пропавшей девушки. Он уверен, что ее похитили. Он преследует бездомного, чтобы узнать ее местонахождение. Эмоциональная перегрузка вдохновляет его попытаться спасти неудачные отношения с доктором Оливией. К сожалению, он не может успокоить видения и должен действовать быстро, если есть надежда спасти молодую девушку. На следующий день Тоби раскрывает свою телепатию своему другу и партнеру по скорой помощи Озу, который обещает сохранить это в секрете. |            |                                                            |                |                                             |                 |                     |
| 4 | 4          | «Some Kind of Love» «Своеобразная любовь»                  | Клемент Вирго  | Ларри Лэлонд и Фил Бедард                   | 18 июня 2009    | 1,079               |
| После знакомства в ночном клубе с Миной — красивым патологоанатомом — ее находят мертвой. Первоначально признанный подозреваемым в ее смерти, Тоби немного «подслушивает», чтобы найти настоящего убийцу. Но когда кажется, что он, возможно, нашел правду, он обнаруживает, что Мина, возможно, раскрыла заговор в офисе коронера. |            |                                                            |                |                                             |                 |                     |
| 5 | 5          | «Lisa Says» «Лиза зовёт»                                   | Кари Скогланд  | Деннис Хитон                                | 2 июля 2009     | 0,798               |
| Логан во время дежурства встречает подростка Дэниела, на которого на улице нападают другие подростки. Отказавшись от лечения в больнице, Даниэль исчезает. Обыскивая улицы, Логан находит Дэниела замешанным в уличных бандах, наркотиках и убийстве молодой девушки — Лизы Грейсон, и Дэниела нужно найти, прежде чем его убьют. Позже, поняв, что девочка пропала, Тоби и детектив Чарли Маркс узнают правду о ситуации, что шокирует мать Лизы. Лиза «превратилась» в Дэниела с помощью украденных стероидов. |            |                                                            |                |                                             |                 |                     |
| 6 | 6          | «Foggy Notion» «Смутная догадка»                           | Клемент Вирго  | Джереми Боксен                              | 9 июля 2009     | 0,793               |
| Посетив смертельную стрельбу в Чайнатауне, Тоби помогает Ким Чу, слепой сестре одной из жертв. Пытаясь помочь ей узнать, кто убил ее брата, Тоби обнаруживает прикрытие с участием китайского криминального авторитета, который лгал полиции. Собирая телепатические мысли и разбирая их, он понимает, что брат Ким был замешан в контрабанде людьми. Надо действовать быстро, пока не погибло больше людей. В финальной сцене Чарли заставляет Тоби подтвердить, что он знает, что она думает. |            |                                                            |                |                                             |                 |                     |
| 7 | 7          | «Iris» «Айрис»                                             | Стефен Сурджик | Майкл Амо                                   | 16 июля 2009    | 0,871               |
| Тоби и Оз вызывают в отель после того, как ребенок выпал из окна. Прежде чем они успевают действовать, таинственная девочка-подросток по имени Айрис кладет руки на ребенка и оживляет его. Когда Тоби догоняет Айрис в отеле, он получает телепатический удар, который заставляет его думать, что кто-то может пытаться причинить ей вред. Расследование Тоби показывает, что «подарком» Айрис может быть не исцеляющая сила веры, благодаря которой все узнали ее, а нечто столь же удивительное. |            |                                                            |                |                                             |                 |                     |
| 8 | 8          | «One Way or Another» «Так или иначе»                       | Стефен Сурджик | Деннис Хитон                                | 23 июля 2009    | 0,937               |
| Когда Тоби и Оза вызывают на место сексуального насилия, Тоби, читая воспоминания жертвы, видит нападавшего в белой маске. Тоби сообщает об этой подсказке Чарли Марксу, который после опроса жертвы опасается, что за это может быть ответственен подозреваемый серийный насильник. Чарли убежден, что это Брайан Литвак, но у него нет убедительных доказательств того, что он был на месте преступления. Ее старший детектив-сержант предупреждает ее, чтобы она отступила. Не испугавшись, она продолжает расследование вместе с Тоби и обнаруживает, что, хотя самое последнее нападение несет в себе следы предыдущих нападений, злоумышленник не является вероятным подозреваемым. |            |                                                            |                |                                             |                 |                     |
| 9 | 9          | «Inside the Man» «Человек внутри»                          | Клемент Вирго  | Майкл Амо                                   | 30 июля 2009    | н/д                 |
| Тоби и Оз вызываются на место преступления. Обнаруживают двух жертв — Уэйда и Венди Ласситер — лежащих в луже крови. Тоби чувствует присутствие кого-то еще, и их сын-подросток Энди Ласситер обнаруживается, прячется и едва жив. Тоби переполняют мысли и голоса, он не уверен, что именно они означают. Имея двух умерших родителей и единственного свидетеля, который не может говорить, Чарли просит помощи у Тоби, чтобы использовать его телепатические способности, чтобы исследовать разум Энди. Их расследование показывает, что Энди может страдать редким и загадочным психическим заболеванием. Чарли и Тоби используют это необычное обстоятельство, чтобы выяснить, кто может нести ответственность за смерть родителей Энди |            |                                                            |                |                                             |                 |                     |
| 10 | 10         | «Missing» «Пропавшая»                                      | Ти Джей Скотт  | Аврум Джейкобсон                            | 6 августа 2009  | 0,875               |
| Во время ужина Тоби и Оливия обнаруживают, что Оз подрабатывает в ресторане своих родителей. Оз сообщает им, что его родители задерживают выплаты по ипотеке, и у них есть 14 дней, чтобы внести 100 000 долларов, иначе они потеряют все. Зная о телепатическом даре Тоби, Оз предлагает Тоби использовать его, чтобы заработать деньги. Проиграв в покер с высокими ставками, Оливия сообщает Тоби и Озу о вознаграждении в размере 100 000 долларов за пропавшую без вести Кэти Стеббес, которая исчезла после того, как ее муж Артур оформил на нее страховой полис на 5 миллионов долларов. В настоящее время отбывающий тюремный срок за якобы убийство Кэти, Артур настаивает на своей невиновности, утверждая, что его подставил кто-то другой. Благодаря своему телепатическому дару и следственным ресурсам Тоби считает, что сможет раскрыть дело Артура и найти тело его жены. |            |                                                            |                |                                             |                 |                     |
| 11 | 11         | «Beginning to See the Light» «Начиная видеть свет»         | Клемент Вирго  | Аврум Джейкобсон История: Тревис МакДональд | 13 августа 2009 | 0,894               |
| Тоби и Оз посещают место происшествия, чтобы найти жертву Рона — пострадавшего с травмой головы. Пытаясь выяснить, что произошло, Тоби читает его мысли и видит образ красивой молодой женщины. Когда Рона грузят на носилки, из пальто мужчины выпадает пистолет вместе с фотографией женщины — той самой женщины в телепатическом прочтении Тоби. Рон теряет сознание и умирает. С помощью Оза Тоби выслеживает женщину, которая оказывается дочерью жертвы, Линдси. Линдси спрашивает, связана ли смерть ее отца с четырьмя миллионами долларов, которые украл ее отец. Тоби идет к Чарли, но вместо этого встречает Беккера и раскрывает свои мысли по поводу смерти Рона. Изучая дело пятнадцатилетней давности, Чарли и Беккер надеются, что Линдси сможет пролить свет на пропавшие деньги.                                                                                         |            |                                                            |                |                                             |                 |                     |
| 12 | 12         | «The 13th Juror / My Sister's Keeper» «Сторож сестры моей» | Кари Скогланд  | Росс Кочрэйн                                | 20 августа 2009 | 0,739               |
| Навыки фельдшера Тоби и Оза, ставятся под сомнение, когда пытаясь спасти жизнь жертвы, они топчут место преступления и компрометируют улики. Тоби может читать мысли тех, кто дает показания, в том числе сестры жертвы, которая утверждает, что обвиняемый, продюсер звукозаписи, несет ответственность за смерть ее сестры. Хотя Тоби не уверен, что сестра жертвы рассказывает все, что знает, он получает телепатический удар от кого-то, сидящего на галерее зала суда. Тоби обнаруживает, что за жертвой наблюдали в ночь убийства, и что очевидец мог быть единственной надеждой выяснить, что произошло и кто виноват. Тем временем Тоби и Оз подбирают Джона Доу, у которого Оливия диагностирует болезнь Альцгеймера. Тоби не может читать мысли Джона Доу в поисках подсказок, которые помогут определить его личность.                                                         |            |                                                            |                |                                             |                 |                     |
| 13 | 13         | «The Journey» «Путешествие»                                | Клемент Вирго  | Майкл Амо                                   | 27 августа 2009 | 0,843               |
| Тоби ведет Рэя в больницу, чтобы встретиться с Джоном Доу, в котором Рэй узнает Фрэнка Кардеа, человека, который привел Тоби к Рэю 20 лет назад. Из-за болезни Фрэнк по-прежнему плохо вспоминает, но он действительно говорит Тоби, что его прислала Майя, мать Тоби. Оливия и Оз сообщают Тоби о таинственном человеке, появившемся в больнице, после чего следует взлом офиса Рэя и исчезновение файлов дела Тоби, Тоби заручается поддержкой Чарли. Защищая Тоби от загадочного человека, Чарли получает смертельное огнестрельное ранение. |            |                                                            |                |                                             |                 |                     |

### Сезон 2 (2011)
| № общий | № в сезоне | Название                               | Режиссёр      | Автор сценария                    | Дата премьеры   | Зрители в США (млн) |
| ------- | ---------- | -------------------------------------- | ------------- | --------------------------------- | --------------- | ------------------- |
| 14      | 1          | «Lady in the Lake» «Дама из озера»     | Кари Скогланд | Бен Соколовски                    | 8 февраля 2011  | 0,812               |
| 15      | 2          | «Crime Seen» «Преступление наяву»      | Чарльз Бинами | Джейсон Шерман                    | 15 февраля 2011 | 0,884               |
| 16      | 3          | «In His Sights» «В пределах видимости» | Чарльз Бинами | Уил Змак                          | 22 февраля 2011 | 0,861               |
| 17      | 4          | «The Brothers Volkov» «Братья Волковы» | Кари Скогланд | Джейсон Шерман и Джослин Корнфорт | 8 марта 2011    | 1,100               |
| 18      | 5          | «Inner Circle» «Замкнутый круг»        | Кари Скогланд | Мэтт МакЛеннон                    | 15 марта 2011   | 1,000               |
| 19      | 6          | «The Magician» «Фокусник»              | Клемент Вирго | Уил Змак                          | 22 марта 2011   | 0,996               |
| 20      | 7          | «Ace in the Hole» «Туз в рукаве»       | Кари Скогланд | Кэл Кунс                          | 1 апреля 2011   | 0,851               |
| 21      | 8          | «Vanished» «Пропавшая»                 | Клемент Вирго | Шернолдс Эдвардс                  | 8 апреля 2011   | 0,996               |
| 22      | 9          | «Jericho» «Джерико»                    | Фархалд Манн  | Лиза Стил                         | 15 апреля 2011  | 0,940               |
| 23      | 10         | «Desperate Hours» «Часы отчаяния»      | Клемент Вирго | Диган Фриклэнд                    | 22 апреля 2011  | 0,873               |
| 24      | 11         | «To Die For» «Умереть во имя»          | Чарльз Бинами | Джейсон Шерман                    | 17 августа 2011 | 0,595               |
| 25      | 12         | «Eye of the Storm» «Глаз бури»         | Клемент Вирго | Питер Митчелл                     | 24 августа 2011 | 0,876               |
| 26      | 13         | «Reckoning» «Расплата»                 | Кари Скогланд | Кэл Кунс История: Джейсон Шерман  | 31 августа 2011 | 0,940               |

### Сезон 3 (2012)
| № общий | № в сезоне | Название                                      | Режиссёр         | Автор сценария              | Дата премьеры    | Зрители в США (млн) |
| ------- | ---------- | --------------------------------------------- | ---------------- | --------------------------- | ---------------- | ------------------- |
| 27      | 1          | «The Bank Job» «Банковская работа»            | Фархад Манн      | Питер Мохан                 | 30 мая 2012      | 1,090               |
| 28      | 2          | «Cold Case Blues» «Холодное дело»             | Пол Фокс         | Кэл Кунс                    | 6 июня 2012      | 1,018               |
| 29      | 3          | «Curtain Call» «Вызов актера»                 | Фархад Манн      | Джеймс Хёрст                | 13 июня 2012     | 0,988               |
| 30      | 4          | «The Taking» «Приятие»                        | Пол Фокс         | Кен Каперас                 | 20 июня 2012     | 1,149               |
| 31      | 5          | «Rogues' Gallery» «Галерея мошенников»        | Питер Стеббингс  | Вил Змак                    | 27 июня 2012     | 0,864               |
| 32      | 6          | «She Sells Sanctuary» «Она продает святилище» | Кари Скогланд    | Карен Уолтон                | 11 июля 2012     | 0,971               |
| 33      | 7          | «Poisoned Minds» «Отравленные умы»            | Кэл Кунс         | Дерек Шрейер                | 18 июля 2012     | 0,812               |
| 34      | 8          | «Now You See Him» «Теперь ты его видишь»      | Роб Либерман     | Джеймс Хёрст                | 25 июля 2012     | 0,882               |
| 35      | 9          | «Crossed» «Пересечение»                       | Чарльз Бинам     | Карен Уолтон                | 15 августа 2012  | 1,099               |
| 36      | 10         | «Lockdown» «Карантин»                         | Стефан Плещински | Питер Мохан                 | 22 августа 2012  | 1,042               |
| 37      | 11         | «Captain Nightfall» «Капитан сумерки»         | Джон Л’Экуаер    | Кен Каперас                 | 29 августа 2012  | 1,073               |
| 38      | 12         | «The Bro Code» «Братский код»                 | Роберт Либерман  | Питер Мохан и Кен Каперас   | 5 сентября 2012  | 0,948               |
| 39      | 13         | «The Shooting» «Стрельба»                     | Стефан Плещински | Джеймс Хёрст и Карен Уолтер | 12 сентября 2012 | 1,076               |

### Сезон 4 (2013)
| № общий | № в сезоне | Название                                            | Режиссёр        | Автор сценария   | Дата премьеры   | Зрители в США (млн) |
| ------- | ---------- | --------------------------------------------------- | --------------- | ---------------- | --------------- | ------------------- |
| 40      | 1          | «Blast from the Past» «Взрыв из прошлого»           | Роберт Либерман | Питер Мохан      | 29 мая 2013     | 0,951               |
| 41      | 2          | «The Blue Line» «Голубая линия»                     | Роберт Либерман | Питер Мохан      | 5 июня 2013     | 0,845               |
| 42      | 3          | «Early Checkout» «Ранний расчет»                    | Питер Стеббингс | Кэл Кунс         | 12 июня 2013    | 0,936               |
| 43      | 4          | «Cold Storage» «Холодный склад»                     | Фархад Манн     | Аврум Джейкобсон | 19 июня 2013    | 0,929               |
| 44      | 5          | «Buckle Up» «Пристегнись»                           | Брэд Уолш       | Брендон Йорк     | 26 июня 2013    | 0,708               |
| 45      | 6          | «Witness for the Prosecution» «Свидетель обвинения» | Фархад Манн     | Джеймс Хёрст     | 10 июля 2013    | 0,947               |
| 46      | 7          | «Caged In» «В клетке»                               | Клемент Вирго   | Лара Аццопарди   | 17 июля 2013    | 0,841               |
| 47      | 8          | «The Illustrated Woman» «Иллюстрированная женщина»  | Пол Фокс        | Скотт Олежковиц  | 24 июля 2013    | 0,925               |
| 48      | 9          | «Love's a Bitch» «Любовь — сука»                    | Питер Стеббингс | Питер Митчелл    | 31 июля 2013    | 0,977               |
| 49      | 10         | «The Long Con» «Долгая афера»                       | Кит Сэмплс      | Джеймс Хёрст     | 7 августа 2013  | 0,977               |
| 50      | 11         | «House of Horror» «Дом страха»                      | Харви Кросслэнд | Кен Каперас      | 14 августа 2013 | 1,090               |
| 51      | 12         | «False I.D.» «Фальшивое удостоверение личности»     | Кэл Кунс        | Брендон Йорк     | 21 августа 2013 | 1,163               |
| 52      | 13         | «Fatal Vision» «Фатальное видение»                  | Брэд Уолш       | Питер Мохан      | 28 августа 2013 | 1,050               |

### Сезон 5 (2014)
| № общий | № в сезоне | Название                                  | Режиссёр        | Автор сценария                | Дата премьеры   | Зрители в США (млн) |
| ------- | ---------- | ----------------------------------------- | --------------- | ----------------------------- | --------------- | ------------------- |
| 53      | 1          | «The Wrong Man» «Не тот мужчина»          | Брэдли Уолш     | Питер Мохан                   | 26 мая 2014     | 0,957               |
| 54      | 2          | «The Lockup» «Блокировка»                 | Брэдли Уолш     | Мишель Риччи                  | 2 июня 2014     | 0,928               |
| 55      | 3          | «Dancing With The Enemy» «Танец с врагом» | Т.В. Пикок      | Лара Аццопарди                | 9 июня 2014     | 0,961               |
| 56      | 4          | «Smoke and Mirrors» «Дым и зеркала»       | Т.В. Пикок      | Джеймс Хёрст                  | 16 июня 2014    | 1,075               |
| 57      | 5          | «Game Over» «Конец игры»                  | Брэдли Уолш     | Кен Каперус                   | 16 июня 2014    | 1,163               |
| 58      | 6          | «Man in the Mirror» «Человек в зеркале»   | Брэдли Уолш     | Кен Каперус                   | 30 июня 2014    | 1,097               |
| 59      | 7          | «Amuse Bouche» «Реалити-шоу»              | Питер Стеббингс | Джеки Мэй                     | 7 июля 2014     | 1,114               |
| 60      | 8          | «White Whale» «Белый кит»                 | Дон МакКатчеон  | Джеки Мэй                     | 14 июля 2014    | 1,055               |
| 61      | 9          | «The Fugitive» «Беглец»                   | Дон МакКатчеон  | Дрендон Йорк                  | 21 июля 2014    | 1,139               |
| 62      | 10         | «Family Secrets» «Семейные тайны»         | Питер Стеббингс | Лара Аццопарди                | 28 июля 2014    | н/д                 |
| 63      | 11         | «Zero Recall» «Ноль воспоминаний»         | Джеймс Даннисон | Джеймс Хёрст                  | 4 августа 2014  | н/д                 |
| 64      | 12         | «An Innocent Man» «Невиновный человек»    | Харви Красслэнд | Джеймс Хёрст и Лара Аццопарди | 11 августа 2014 | н/д                 |
| 65      | 13         | «In Our Midst» «Среди нас»                | Питер Стеббингс | Питер Мохан                   | 18 августа 2014 | н/д                 |